# Гильфердинг, Фридрих
Фридрих (Иосиф) Гильфердинг (нем. Friedrich Hilferding) — венский балетмейстер, прибывший в Российскую империю в 1759 году, чтобы привести в «лучшее нового вкуса совершенство балеты» на придворной сцене.

## Творческая биография
Фридрих Гильфердинг был придворным балетмейстером в Вене и в 1759 году прислан, по желанию Императрицы Елизаветы Петровны, австрийским двором в столицу Российской империи город Санкт-Петербург для улучшения русского балета и введения в нём «нового вкуса». Вместе с ним приехала балетная труппа, в которую входили солисты Сантина, супруги Мекур и Приер, Парадиз, а также композитор Старцер и машинист Бригонци.
Труппа Гильфердинга показала впервые в России антраша из 4 ударов, введённые в употребление знаменитой парижской танцовщицей Комарго, и пируэты. Русские артисты делали успехи благодаря стараниям и таланту австрийского балетмейстера и очень скоро поняли «новый вкус» его балетов. Фридрих Гильфердинг ввёл в моду «деревенские веселости», то есть идиллические пасторали, имевшие большой успех.
Фридрих Гильфердинг в течение ближайших четырёх лет поставил на русской сцене множество балетов. Летом 1764 года он взял отпуск на несколько месяцев, уехал в Вену, но уже не вернулся, прислав с родины прошение об увольнении.
Некоторые поставленные Гильфердингером балеты были изданы в России; среди них: «Возвращение Аполлоново на Парнас» (СПб., 1763), «Ацис и Галатея» (СПб., 1764), «Новые лавры» и «Прибежище добродетели» («Российский театр»).

## Постановки
Гильфердинг поставил на императорской сцене следующие свои балеты (в некоторых он и сам принимал участие):
1759 год
- «Разрушение Трои» (19 февраля);
- «Деревенские увеселения в 4 времени года» (30 апреля);
- «Новые Лавры» (сочинённый Сумароковым по случаю победы, одержанной над пруссаками при Франкфурте 1 августа (19 августа),
- «Сражение любви и разума» (19 августа).

1760 год
- «Вокзал в Лондоне», дивертисмент (1 января),
- «Победа Флоры над Бореем» (29 февраля),
- «Падение гигантов» (20 сентября),
- «Пандуры» (31 декабря).

1761 год
- «Артаксеркс и Аман» (29 июня в Ораниенбауме, во время пребывания там великого князя Петра Фёдоровича),
- «Ночное приключение» (20 сентября, в Петербург).

1762 год
- «Аполлон и Дафна» (16 октября, Москва, после переезда туда Двора для коронации Екатерины II);
- «Амур и Психея» (20 октября).

1763 год
- «Остров дураков» (3 января),
- «Сражение любви и разума» (15 января, исполненный великосветскими любителями),
- «Московские увеселения о Святой неделе» (21 апреля, комедия-балет),
- «Орфей и Эвридика» (30 апреля),
- «Радостное возвращение к аркадским пастухам и пастушкам богини весны» (великосветский спектакль в Петергофе 28 июня),
- «Пигмалион» (26 сентября),
- «Хромой рыцарь» (28 октября).

1764 год
- «Ацис и Галатея» (великосветский балет поставленный в столице; исполнителями были Петр Бирон, графиня Сиверс и 10-летний цесаревич Павел Петрович, разучивший роль Гименея под непосредственным руководством балетмейстера);
- Балет к опере «Карл Великий», представленной итальянской труппой в новом театре Зимнего дворца.